# Gerd Offenberg
Gerd Offenberg, eigentlich Gerhard Offenberg, (* 22. November 1897 in Erwitte; † 22. November 1987 in Mainz) war ein deutscher Architekt und Baubeamter.

## Biografie
Offenberg studierte nach seiner Kriegsteilnahme im Ersten Weltkrieg von 1919 bis 1925 Architektur an der Technischen Hochschule Darmstadt und der Technischen Hochschule Stuttgart. Von 1925 bis 1928 war er Assistent von Paul Schmitthenner in Stuttgart. Von 1928 bis 1930 arbeitete er im Baubüro des Siemens-Konzerns in Berlin. Während der Weltwirtschaftskrise lebte er von 1930 bis 1933 ohne Anstellung in Arnsberg. 1933 erhielt er als Vertreter von Stadtplaner Heinz Wetzel einen Lehrauftrag am Lehrstuhl für Städtebau der Technischen Hochschule Stuttgart.
1934 wurde er als Baudirektor nach Bremen berufen und war dort bis 1942 tätig. Hier förderte er den Kleinsiedlungsbau unter anderem in Grolland. 1939 wurde in seiner Zeit die Westbrücke über die Weser gebaut. Der Werdersee als Grünachse zur Stadt war vorgesehen, wurde kriegsbedingt nicht realisiert. Ein Erziehungswohnheim an der Warturmer Heerstraße entstand nach seinen Plänen. Nach einem nicht realisierten Plan von Offenberg sollten bis auf den Bremer Dom und das Bremer Rathaus alle Gebäude am Domshof weichen. Der Aufmarschplatz sollte größer und ruhiger werden; der Krieg verhinderte die Realisierung des Platzes, während die Verlegung der Straßenbahn in die Violenstraße in den 1980er Jahren erfolgte. Er und Hermann Gildemeister waren in dieser Zeit bestimmend für die Architektur in Bremen.
1942 übernahm er die Leitung der Hochschule für Baukunst und bildende Künste in Weimar. Offenberg stand 1944 in der Gottbegnadeten-Liste des Reichsministeriums für Volksaufklärung und Propaganda.
Offenberg war von 1948 bis 1960, zuletzt als Ministerialdirigent, Referatsleiter für Städtebau und Landesplanung des Ministeriums für Finanzen und Wiederaufbau im Land Rheinland-Pfalz. Er nahm an Wettbewerben (Auswärtiges Amt und Beethovenhalle in Bonn, Domumgebung in Köln, Stadttheater Kassel, Marktplatz Bremen, Messe Pirmasens) teil. Auf eine Berufung als Stadtbaurat der Stadt Kassel 1948 verzichtete er nach seiner Ernennung zum Ministerialrat der Regierung Rheinland-Pfalz.
Ab 1967 war Offenberg Chefarchitekt beim Volksbund Deutsche Kriegsgräberfürsorge.

## Schriften
- Mosaik meines Lebens. Mainz 1974.